# Рајко Радовановић
Рајко Радовановић (Бања Лука, рођен 5. јануара 1967) је директор Лутрије Републике Српске. Дио радне каријере провео је у медијима. У Гласу Српске прошао је све степенице од новинара сарадника па до главног и одговорног уредника и директора те медијске куће. Током каријере повремено је сарађивао и са Радио — телевизијом Републике Српске а од 1999. до 2003. године био је и уредник филмског програма РТРС. За члана Управног одбора РТРС из реда српског народа изабран је 26. октобра 2011. године, а за в.д. дириктора РТРС у октобру 2013. године.

## Биографија
Рођен 5. јануара 1967. године у Бањој Луци. Основну школу је завршио у Лакташима, а средњу и факултет у Бањој Луци. Новинарску каријеру започео у „Гласу Српске” 1987. године, гдје је радио пуних 11 година. У „Гласу Српске” је радио на пословима — сарадника, новинара, уредника и шефа деска, а био је и замјеника главног и одговорног уредника те главни и одговорни уредник „Гласа Српске”. Од јуна 1998. до марта 2005. године био је директор „Бања Лука филма”, у оквиру којег је 2000. године отворен први мултиплекс-биоскоп у БиХ, а други у некадашњој Југославији. Од школске 2001/2002. до 2004/2005. године, радио је као асистент на предмету — историја филма, на Академији умјетности у Бањој Луци. Од априла 2006. до фебруара 2008. године био је директор „Гласа Српске”. Од маја 2008. до јула 2009. године био је управник „Дома омладине” у Бањој Луци. У јулу 2009. године именован је за директора ЈП „Аквана” Бања Лука, гдје је радио све до преласка на дужност ВД генералног директора Радио — телевизије Републике Српске (1. октобра 2013). Са РТРС-ом је и прије тога, повремено сарађивао, а био је и филмски уредник од 1999. до 2003. године.

## Објављени текстови и књиге
Писао је на различите теме у тридесетак новина и часописа из бивше Југославије. Најчешће је писао о: филму, стрипу и рокенролу. Објављивао је, између осталог и текстове у: бањолучком „Репортеру”, сарајевским „Данима”, „Недјељи”, „Валтеру”, загребачком „Оку” и „Холивуду”, београдском „Укусу несташних” ...
Објавио је и четири књиге филмских есеја и приказа: „Амерички филм и како га избјећи?” (1994), „Холивудске приче” (1997), „Сјај и биједа мита” (2000) и „Филм фатале” (2003; заједно са Олегом Сладољевим Јолићем).
- „Амерички филм и како га избјећи? ” — објављена 1994. године
- „Сјај и биједа мита” — Издавач: Дани, објављена 2000. године
- “Холивудске приче” — Издавач: Стубови културе, објављена 1997, ово је есеј о најбољим холивудским филмовима и редитељима
- „Филм фатале” — Књига филмских критика, објављена 2003, стручне анализе филмова који су према мишљењу аутора обиљежили 2001.[3]

### Изјава на тему — Срби негативци у Холивудским филмовима
Рајко Радовановић у улози филмског критичара, казивао је своје мишљење и о теми — Срби негативици у Холивудским филмовима: 
Прије свега хронично лош имиџ Срба у свијету разлог је томе, али и Холивуд није само филмска машинерија, он је и „департмент" Стејт департмента. Он шаље поруку и идеју, утиче на формирање мишљења о неким појавама и догађајима, и оправдава спољну политику државе... — Рајко Радовановић, за "Прес новине" 18. децембар 2011.